# South Earlswood
South Earlswood – osada w Anglii, w hrabstwie Surrey. Leży 2,7 km od miasta Redhill, 27,6 km od miasta Guildford i 33,8 km od Londynu. W 2015 miejscowość liczyła 4583 mieszkańców.